# Янина Мишчукайте
Янѝна Мишчука̀йте (на литовски: Janina Miščiukaitė), след брака си Янѝна Мишчука̀йте-Бразайтиѐне (Janina Miščiukaitė-Brazaitienė; 10 май 1948 г., Йонава – 20 февруари 2008 г., Вилнюс), е литовска съветска певица и музикална педагожка.
Получава званието „Заслужила артистка на Литовската ССР“ през 1979 г.

## Биография

### 1948 – 1979 г.: семейство, образование, първи изяви
Родена е в семейството на музиканти в Йонава, където прекарва детството си. Има двама братя – Викторас и Анатолиюс. Свири на кларинет в ръководения от баща ѝ духов оркестър към мебелния завод в града.
През 1967 г. завършва Консерваторията „Юозас Груодис“ в Каунас с изучаване на кларинет, където проявява и певческите си заложби.
Поканена от композитора Миндаугас Тамошунас, през 1968 г. става солистка на оркестър „Октава“ към завода за изкуствени влакна в града. През април същата година участва заедно с него на първото издание на песенния конкурс „Вилнюски кули“ (Vilniaus bokštai) с песента Devintoji banga („Деветата вълна“; музика: Беняминас Горбулскис, текст: Виолета Палчинскайте, аранжимент: Лауринас Вакарис Лопас), както с и интерпретация на народната песен Pūtė vėjas („Вя вятър“). Класира се на първо място и е удостоена с наградата на Съюза на композиторите на ЛССР.
През следващата година участва на второто издание на конкурса – този път с песента Po audros („След бурята“) по музика на Беняминас Горбулскис и текст на Ирена Микшите. Работи с оркестъра до 1972 г.
От 1972 до 1974 г. е солистка към московския мюзикхол „Росконцерт“. През 1972 г. участва на фестивала „Балтийска младост“ (Baltijos jaunystė) в Паланга. Участва и на изданията му, провели се през 1975, 1982 (заедно с „Тримитас“ получава наградата на Държавната филхармония), 1983, 1984, 1985, 1986 (награда за най-добра изпълнителка на фестивала), 1987, 1991, 1993, 1996, 1998, 2001, 2002, 2003, 2004 (с ансамбъл „Звезден квартет“), 2005 и 2007 (обявена за „Кралица на хита“) година.
През 1973 г. изпълнява песента Сердце любить должно („Сърцето трябва да обича“; текст: Игор Шаферан, музика: Давид Тухманов), включен в съветския мюзикъл Эта весёлая планета („Тази весела планета“).
През 1977 г. изпълнява песни в рок ораторията Ugnies užkalbėjimas („Огнено заклинание“). Оттогава до 1985 г. е солистка на духовия оркестър „Тримитас“.

### 1980 – 1989 г.: участия в международни фестивали
През 1981 г. участва на Всесъюзния конкурс за най-добро изпълнение на песни на страните на социалистическото дружество „Кримски зори“ в Ялта, Украйна, на който печели голямата награда.
През 1982 г. участва на „Златният Орфей“ и печели Втора награда в конкурса за най-добро изпълнение на българска песен. Изпълнява „Стрелките се въртят“ (от репертоара на Лили Иванова) на руски език с аранжимент на Алвидас Йегелевичус и с диригент Миндаугас Тамошунас. Същата песен (но на български език) е включена в първия ѝ самостоятелен албум, озаглавен Janina Miščiukaitė и издаден следващата година от съветската фирма „Мелодия“. От първата страна на плочата са включени песни само на литовски, а от другата – кавъри на различни езици. Една от литовските песни, Jūra, jūra! („Море, море!“), е по едноименното стихотворение на поетесата Саломея Нерис.
Изнася концерти в около 20 страни, сред които: Финландия, Конго, Турция, САЩ, ОАЕ и други.
От 1985 до 1987 г. е солистка към Вилнюския филхармоничен оркестър „Октава“, а от 1987 до 1992 г. – на Обединението на вилнюските естрадни оркестри. От 1986 до 1988 г. учи в Клайпедския факултет на Литовската консерватория.

### 1990 – 2012 г.: в Независима Литва
След обявяването на Литва за самостоятелна република през 1990 г. Янина Мишчукайте става първата носителка на нововъведената награда „Антанас Шабаняускас“.
От 1992 г. пее заедно с ансамбъл Žvaigždžių kvartetas („Звезден квартет“), с който издава два албума.
В продължение на половин година през 1995 г. работи в Япония.
През 1998 г. е удостоена с ордена „Рицарски кръст“ V степен от президента на Литва за приноса си в литовската музикална култура и за постиженията си в международни състезания.
През 2000 г. заедно със симфоничния оркестър на Гинтарас Ринкевичус участва в проекта Roko klasikos metamorfozės („Метаморфози на рок класики“), както и в две песни за музикалния спектакъл Kurto Vailio moterys („Жените на Курт Вайл“) на Литовския народен оперен и балетен театър през 2001 г. Участва и в рок операта Jūratė ir Kastytis („Юрате и Каститис“) през 2002 г.
Преподава в Литовската музикална и театрална академия и в Музикалното училище „Балис Дварионас“ във Вилнюс.
В края на 2007 г. започва да усеща болки в стомаха. След направени изследвания ѝ е открита стомашна язва, породена от рак на панкреаса. В средата на януари 2008 г. ѝ е направена операция на кръвоносните съдове. На 15 февруари е приета в болница „Сантарос клиникос“ към Вилнюския университет за операция на червата. Няколко дни след нея състоянието на певицата се влошава рязко, лекарите ѝ правят реанимация, но не успяват да я спасят и умира на 20 февруари 2008 г.
Погребана е на хълма на артистите на Антакалниското гробище във Вилнюс.

## Възпоменание
Училището за изкуства в родния ѝ град Йонава в нейна памет носи нейното име от 2009 г.
През 2016 г. е заснет документален филм, посветен на живота и творчеството ѝ – Janina Miščiukaitė. Gyvenimas dainoje („Янина Мишчукайте. Живот в песен“), излъчен в нейна памет на рождения ѝ ден през 2016 г. по литовската телевизия. Негов режисьор е Казимиерас Шиаулис.

## Личен живот
Женена е за саксофониста Римантас Бразайтис, който работи в оркестър „Октава“. Умира на 71-вия си рожден ден на 24 август 2019 г. и също като съпругата си е погребан на хълма на артистите на Антакалниското гробище във Вилнюс.
Двамата имат син – Мейнардас (р. 27 април 1974 г.), който работи като барабанист и звуков инженер. През 90-те години е барабанист в литовската детметъл група „Гоусторм“. Женен е и има дъщеря.

## Дискография
| Студийни албуми С оркестър „Октава“ 1972 – Эстрадный оркестр «Октава» Самостоятелни 1983 – Janina Miščiukaitė 1999 – Į tave Със „Звезден квартет“ 1998 – Žvaigždžių valanda 2001 – Paukščių taku | - 1998 – Būna dienų… - 2009 – Širdies žvaigždė - 2012 – Brangūs prisiminimai - 1975 – Dainuoja Janina Miščiukaitė - 1977 – Mikalojaus Noviko Dainos - 1981 – Estradinės dainos |

## Награди и отличия
- 1968 – награда на Съюза на композиторите на Литовската ССР за първо място на конкурса „Вилнюски кули“[2];
- 1979 – звание „Заслужила артистка на Литовската съветска социалистическа република“;
- 1982 – награда на Държавната филхармония заедно с оркестър „Тримитас“;
- 1984 – Втора награда в конкурса за най-добро изпълнение на българска песен на „Златният Орфей“ за песента „Стрелките се въртят“ на Лили Иванова;
- 1984 – голяма награда на „Гала '84“ в Хавана, Куба;
- 1986 – награда за най-добра изпълнителка на конкурса „Балтийска младост“;
- 1990 – награда „Антанас Шабаняускас“[4];
- 1998 – орден „Рицарски кръст“ V степен за приноса си за литовската музикална култура и за постиженията си в международни състезания[6]
- 1998 – диплома на агенция „Фактум“;
- 2007 – „Кралица на хита“ на фестивала „Паланга“ („Балтийска младост“);